# William Walton
William Turner Walton, född 29 mars 1902 i Oldham, Lancashire, död 8 mars 1983 på Ischia, Italien, var en brittisk kompositör och dirigent. Han adlades 1953.

## Biografi
I det närmaste självlärd som kompositör nådde Walton en position som en av de ledande i England. Han debuterade som 16-åring med en pianokvartett och väckte 1923 uppmärksamhet med ett verk för recitation och sex instrument.
Waltons mest kända verk är Violakonsert, Facade och oratoriet Belshazzar's Feast (Belsassars gästabud). Walton är också känd för sin filmmusik, bland annat musiken till Laurence Oliviers tre Shakespeare-filmer. Han har också till gitarristen Julian Bream skrivit det populära stycket Fem bagateller för sologitarr.

## Verkförteckning (urval)

### Opera
- Troilus and Cressida (1947–54, reviderad 1963 och 1976)
- The Bear, bygger på Tjechovs pjäs Björnen (1967)

### Balett
- The First Shoot, koreografi Frederick Ashton (1935)
- The Wise Virgins, koreografi Frederick Ashton, första akten bygger på musik av Johann Sebastian Bach (1940)
- The Quest, koreografi Frederick Ashton (1943)
- Varii Capricci, koreografi Frederick Ashton (1975–76, 1983)

### Orkesterverk
- Façade, Suite No. 1 (1921–26, orkestrerad 1926)
- Façade, Suite No. 2 (1921–26, orkestrerad 1938)
- Portsmouth Point, även för fyrhändigt piano (1924–25)
- Siesta för liten orkester (1926, omarbetad 1962; version för fyrhändigt piano 1928)
- Symfoni nr 1 i b♭-moll (1932–35)
- Crown Imperial, A Coronation March, komponerad till George VI:s kröning; även för piano solo (1937)
- Music for Children, orkestrering av Duets for Children för fyrhändigt piano (1940/41)
- Scapino, A Comedy Overture (1940, omarbetad 1949)
- The Wise Virgins, svit från baletten, bygger på musik av Johann Sebastian Bach (1940)
- Prelude and Fugue "The Spitfire", från filmmusiken till The First of the Few (1942)
- The Quest, svit från baletten, arrangerad 1961 av Vilem Tausky (1943/1961)
- 2 Pieces from the Film Music Henry V för stråkorkester, från filmmusiken till Henry V (1944/1963)
- Suite from Henry V, arrangerad 1963 av Muir Mathieson från filmmusiken till Henry V (1944/1963)
- Memorial Fanfare for Henry Wood (1945)
- Sonata för stråkorkester, orkestrering av Stråkkvartett nr 2 i a-moll (1946/1971)
- Hamlet and Ophelia, 1967 av Muir Mathieson från filmmusiken till Hamlet (1947/1967)
- Hamlet: Funeral March, arrangerad 1967 av Muir Mathieson från filmmusiken till Hamlet (1947/1967)
- Orb and Sceptre, marsch komponerad till Elizabeth II:s kröning (1953)
- God Save the Queen, arrangemang (1955)
- The Star-Spangled Banner, arrangemang (1955)
- A Winter Journey, arrangerad av Edward Watson från filmmusiken till Richard III (1955)
- Richard III: A Shakespeare Suite, arrangerad 1963 av Muir Mathieson från filmmusiken till Richard III (1955/1963)
- Johannesburg Festival Overture (1956)
- Partita (1957)
- Symfoni nr 2 i C-dur (1959–60)
- Prelude, komponerad som Granada Prelude, Call Signs and End Music för Granada Televisions sändningar (1962)
- Variations on a Theme by Hindemith, tema taget ur andra satsen av Paul Hindemiths Cellokonsert från 1940 (1962–63)
- Capriccio burlesco (1968)
- Improvisations on an Impromptu of Benjamin Britten, tema taget ur tredje satsen av Benjamin Brittens Pianokonsert  (1969)
- Varii Capricci, fri transkription av 5 Bagatelles för gitarr; använd som balett 1983 (1975–76)
- Prologo e Fantasia (1982)

### Konserter
- Sinfonia Concertante för piano och orkester (1926–27, omarbetad 1943; 1928 arrangerad för 2 pianon)
- Violakonsert (1928–29, omarbetad 1961)
- Violinkonsert (1938–39, omorkestrerad 1943)
- Cellokonsert (1956)

### Kammarmusik
- Pianokvartett (1919–21, omarbetad 1921 och 1974–75)
- Stråkkvartett nr 1 (1919–22)
- Toccata i a-moll för violin och piano (1922–23)
- Stråkkvartett nr 2 i a-moll, orkestrerad 1971 som Sonata for String Orchestra (1944–47)
- 2 Pieces för violin och piano (1948–50)
- Sonata för violin och piano; skriven för Yehudi Menuhin och Louis Kentner (1949, omarbetad  1950)
- Tema (per variazioni) för cello (1970)
- 5 Bagatelles för gitarr, skrivna för Julian Bream, orkestrerad som Varii Capricci (1970–71)
- Passacaglia för cello, 2 versioner; skriven för Mstislav Rostropovitj (1980)
- Duettino för oboe och violin (1982)

### Filmmusik
- Escape Me Never, regi Paul Czinner (1935)
- As You Like It, regi Paul Czinner (1936)
- Dreaming Lips, regi Paul Czinner (1937)
- Stolen Life, regi Paul Czinner (1939)
- Major Barbara, regi Gabriel Pascal (1941)
- The Next of Kin, regi Thorold Dickinson (1942)
- The Foreman Went to France, regi Charles Frend (1942)
- The First of the Few, regi Leslie Howard (1942)
- Went the Day Well?, regi Alberto Cavalcanti (1942)
- Henry V, regi Laurence Olivier (1944)
- Hamlet, regi Laurence Olivier (1948)
- Richard III, regi Laurence Olivier (1955)
- Battle of Britain, regi Guy Hamilton (1969)
- Three Sisters, regi Laurence Olivier (1970)